# Midden-Drenthe
Midden-Drenthe (phát âmⓘ) là một đô thị ở đông bắc Hà Lan. Đô thị này được lập năm 1998, sau khi sáp nhập các đô thị Beilen, Smilde, và Westerbork. Giữa thời kỳ 1998 và 2000, tên đô thị là Middenveld.

## Các trung tâm dân cư
Balinge, Beilen, Bovensmilde, Brunsting, Bruntinge, Drijber, Elp, Eursinge, Garminge, Hijken, Hijkersmilde, Holthe, Hoogersmilde, Hooghalen, Laaghalen, Laaghalerveen, Lieving, Makkum, Mantinge, Nieuw-Balinge, Oranje (Drenthe), Orvelte, Smalbroek, Smilde, Spier, Terhorst, Westerbork, Wijster, Witteveen, Zuidveld và Zwiggelte.